# ニコ・アリ・ウォルシュ
ニコ・アリ・ウォルシュ（Nico Ali Walsh、2000年7月11日 - ）は、アメリカ合衆国のプロボクサー。イリノイ州シカゴ出身。祖父は元WBA・WBC世界ヘビー級統一王者のモハメド・アリ。また、叔母に初代WBC女子スーパーミドル級王者のレイラ・アリがいる。

## 来歴

### プロ時代
名トレーナーのアベル・サンチェスの下でトレーニングを行い、約30試合のアマチュアキャリアを経て2021年初頭にプロに転向することを決意し、同年6月にトップランク社と契約を結んだ。
2021年8月14日、オクラホマ州タルサのハードロック・ホテル&カジノにてジョシュア・フランコ対アンドリュー・モロニー第三戦の前座でプロデビュー戦を行い、1回1分49秒TKO勝ちを収めた。

## 戦績
- プロボクシング：12戦 10勝 (5KO) 1敗 1分

| 戦           | 日付           | 勝敗                 | 時間    | 内容    | 対戦相手                         | 国籍           | 備考           |
| ------------ | -------------- | -------------------- | ------- | ------- | -------------------------------- | -------------- | -------------- |
| 1            | 2021年8月14日  | ☆                    | 1R 1:49 | TKO     | ジョーダン・ウィークス           | アメリカ合衆国 | プロデビュー戦 |
| 2            | 2021年10月23日 | ☆                    | 3R 0:30 | TKO     | ジェームズ・ウェストリー2世      | アメリカ合衆国 |                |
| 3            | 2021年12月11日 | ☆                    | 4R      | 判定2-0 | レイエス・サンチェス             | アメリカ合衆国 |                |
| 4            | 2022年1月29日  | ☆                    | 2R 2:33 | TKO     | ジェレマイア・イェーガー         | アメリカ合衆国 |                |
| 5            | 2022年4月30日  | ☆                    | 1R 2:50 | KO      | アレハンドロ・イバラ             | アメリカ合衆国 |                |
| 6            | 2022年8月20日  | ☆                    | 2R 2:45 | KO      | レイエス・サンチェス             | アメリカ合衆国 |                |
| 7            | 2022年10月29日 | ☆                    | 6R      | 判定3-0 | ビリー・ワグナー                 | アメリカ合衆国 |                |
| 8            | 2023年2月3日   | ☆                    | 6R      | 判定3-0 | エドゥアルド・アヤラ             | アメリカ合衆国 |                |
| 9            | 2023年5月20日  | Template:Nocontests△ | 8R      | 判定1-1 | ダニー・ローゼンバーガー         | アメリカ合衆国 |                |
| 10           | 2023年8月26日  | ★                    | 8R      | 判定0-2 | ソナ・アカレ                     | アメリカ合衆国 |                |
| 11           | 2024年3月2日   | ☆                    | 6R      | 判定3-0 | チャールズ・スタンフォード       | アメリカ合衆国 |                |
| 12           | 2024年6月29日  | ☆                    | 6R      | 判定3-0 | ソナ・アカレ                     | アメリカ合衆国 |                |
| 13           | 2025年2月14日  | ☆                    | 6R      | 判定1-2 | フアン・カルロス・ゲラ・ジュニア | アメリカ合衆国 |                |
| テンプレート |                |                      |         |         |                                  |                |                |